# Diocesi di Deulto
La diocesi di Deulto (in latino: Dioecesis Deultensis) è una sede soppressa del patriarcato di Costantinopoli e sede titolare della Chiesa cattolica.

## Storia
Deulto, identificata oggi con le rovine di Yakizli (presso l'odierna Burgas), fu una sede vescovile della provincia romana dell'Emimonto nella diocesi civile di Tracia. Faceva parte del patriarcato di Costantinopoli ed era suffraganea dell'arcidiocesi di Adrianopoli.
Sono diversi i vescovi noti di questa antica sede. Agli inizi il titolo episcopale era unito a quello di Sozopoli fino a che questa sede, forse nel V secolo, divenne una sede autonoma. Secondo lo storico Eusebio di Cesarea nel II secolo visse il vescovo Elio Publio Giulio che si distinse nella lotta contro il montanismo. Atanasio prese parte al concilio di Efeso del 431 come vescovo di Deulto e Sozopoli. Giovino (o Gioviano) è documentato in quattro occasioni: prese parte al sinodo di Costantinopoli del 448, al concilio di Calcedonia del 451, sottoscrisse la lettera dei vescovi dell'Emimonto all'imperatore Leone (458) in seguito all'uccisione del patriarca Proterio di Alessandria; e nel 459 sottoscrisse la lettera sinodale di Gennadio I contro i simoniaci. Eustrazio fu uno dei padri del secondo concilio di Nicea del 787. Quando i Bulgari del khan Krum distrussero Deulto nell'812, il suo vescovo fu fatto prigioniero e deportato con i suoi fedeli. Le Quien e Gams, ma non Janin, aggiungono un ultimo vescovo, Simeone, che avrebbe partecipato al Concilio di Costantinopoli dell'879-880 che riabilitò il patriarca Fozio.
Dal 1933 Deulto è annoverata tra le sedi vescovili titolari della Chiesa cattolica; dal 31 maggio 2023 il vescovo titolare è Ernesto José Fernández, vescovo ausiliare di Rosario.

## Cronotassi

### Vescovi greci
- Elio Publio Giulio † (metà del II secolo)
- Atanasio † (menzionato nel 431)
- Giovino (o Gioviano) † (prima del 448 - dopo il 459)
- Eustrazio † (menzionato nel 787)
- San Giorgio † (menzionato nell'812)
- Simeone † (menzionato nell'879)
- Costantino † (X-XI secolo)[3]

### Vescovi titolari
- Julijan Voronovs'kyj, M.S.U. † (16 gennaio 1991 - 30 marzo 1994 nominato eparca di Sambir-Drohobyč)
- Ignatius Anthony Catanello † (28 giugno 1994 - 11 marzo 2013 deceduto)
- John Rodrigues (15 maggio 2013 - 25 marzo 2023 nominato vescovo di Poona)
- Ernesto José Fernández, dal 31 maggio 2023